# Mirlitó
Un mirlitó (també conegut com a kazoo) és un instrument membranòfon que es fa sonar parlant o cantant-hi, i que altera el so de la veu per mitjà d'una membrana vibrant. El terme va aparèixer a França durant el segle xviii per referir-se a una notable diversitat de ginys. La primera aparició fou l'any 1752 al Dictionnaire de Trévoux i es referia a un membranòfon. En el sistema de classificació dels instruments de Hornbostel-Sachs el mirlitó és classificat com a 'membranes cantants' i li correspon la numeració 24.

## Tipus de mirlitons

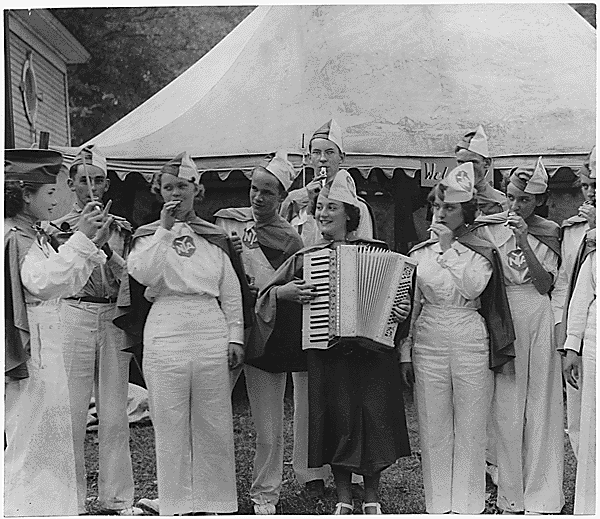
Una "rhythm band" dels Estats Units, tocant els seus kazoos (amb l'acompanyament d'un acordió) a Sandwich, Illinois, l'any 1936

Hom distingeix tres tipus de mitlitons. El més simple, el 'mirlitó lliure' és una pinta recoberta amb un paper; ja l'esmenta -l'any 1511- Arnolt Schlick al seu 'Spiegel der Orgelmacher' i apareix representat gràficament com a pettine per Filippo Bonanni l'any 1722. La trombetta di canna que també descriu Bonanni és un tub de canya en el qual la paret de la canya s'ha arribat a rebaixar tant que esdevé una membrana prou fina com per vibrar.
Des del punt de vista musical són més importants els 'mirlitons de recipient' en els quals la membrana es combina amb un ressonador que amplifica el so. Entre aquests hi ha la 'flauta d'eunuc que Marin Mersenne descriu a la seva 'Harmonie Universelle' (1636), i altres instruments desenvolupats a finals del segle xix com el bigòfon (en forma de saxòfon), el cantòfon (amb forma d'instrument de metall), i el kazoo. La 'dansa dels mirlitons' del ballet El trencanous de Txaikovski (1892) es refereix a aquests mirlitons emprats per la mainada com a joguines, però que també eren emprats a la música de vodevil i al jazz primerenc.
El tercer grup comprèn uns instruments que produeixen el seu so real però empren la membrana com a element per a distorsionar-lo. Marin Mersenne suggeria que els registres de l'orgue es podia equipar amb una membrana. La 'flauto di voce' o 'Patent Voice Flute' que van construir a partir de 180 els constructors de flautes londinencs Wigley & McGregor, era una flauta travessera en sol amb un forat addicional cobert per una membrana. De fet, és el mateix principi que ja utilitza des de molt antic la flauta travessera xinesa di (o dizi). James Hook va escriure algunes obres per a aquest instrument. Adolphe Sax, a la tercera patent per al saxòfon (1880–81), descriu l'addició d'una membrana per a la producció d'efectes especials. Aquest mateix principi de distorsió del so -però que es podia connectar i desconnectar- en instruments de metall amb vàlvules fou patentat per François Sudre el 1892 per al seu 'Sudrophone'. Molts xilòfons i arpes africans (n'hi ha exemples a Moçambic i a la República Democràtica del Congo) tenen membranes enganxades sobre els forats dels ressonadors.

## El kazoo
El kazoo és un mirlitó simple que amplifica la veu humana, a la vegada que li dona un timbre raspós, com d'un brunzit. Fou manufacturat per primera vegada als Estats Units d'Amèrica el 1850 i s'ha fabricat, des de la dècada els 1890, en molts països i amb molts noms i formes diferents. Actualment consisteix en un tub de metall o de plàstic amb una obertura plana en un extrem (el que es posa a la boca) i una altra obertura, més petita, a l'altre. A la paret del tub, per la banda que queda a sobre quan es fa servir, s'hi ha practicat un forat a sobre del qual s'hi enrosca una peça metàl·lica circular dins de la qual hi ha una membrana.
Quan l'intèrpret canta posant-se el tub a la boca, la membrana vibra i pot produir molt efectes diversos. El seu efecte es pot amplificar posant una campana de trompeta o de trombó al final de l'instrument. En aquesta forma sovint fou conegut amb el nom de 'trompa de jazz' ('jazz-horn'), 'jazzophone', 'cantophone', etc. Inicialment va tenir una importància especial en la música dels afroamericans dels Estats Units, especialment en bandes de corda rurals i en conjunts de jazz primerencs, però avui es considera sobretot una joguina. A Anglaterra sovint fou emprat als anys 1920 i 1930 a les bandes d'obrers. Al comtat de West Riding de Yorkshire, on el kazoo era conegut com a ‘’Tommy Talker’’ hi havia moltes ‘’Tommy Talker bands'’ que tocaven al carnestoltes i altres esdeveniments. En aquests grups, el kazoo es combinava amb altres instruments però n'era el protagonista.
També s'empra en alguns grups professionals de música popular i, ocasionalment, en la música contemporània, però el seu ús més habitual és per provocar un efecte curiós i sovint divertit i còmic, per la qual cosa s'acostuma a aplicar a composicions que el públic ja coneix.

## El mirlitó com a instrument tradicional de Catalunya i el País Valencià
Joan Amades descriu l'ús del kazoo (al qual no dona ni aquest nom ni el de mirlitó, sinó que l'engloba dins dels 'instruments primitius de canya') i explica que el forat per on es canta és el que s'ha practicat al costat del tub, i que la membrana es disposa en un dels extrems del tub de canya. La membrana podia ser feta amb un paper ben prim o un tel de ceba. El descriu, a més, com un instrument d'ús exclusivament infantil en el qual s'haurien cantat cançons simples del tipus Cargol treu banya.
En algunes zones del País Valencià es coneix amb el nom de murga, tant l'instrument en si com la formació en què se n'integren uns quants. Així, en una murga, els kazoos imiten els instruments de vent d'una banda, i els acompanyen instruments de percussió reals.